# Raffaele di San Giuseppe
Raffaele di San Giuseppe, al secolo Józef Kalinowski (Vilnius, 1º settembre 1835 – Wadowice, 15 novembre 1907), è stato un presbitero polacco dell'Ordine dei carmelitani scalzi. Beatificato nel 1983, è stato proclamato santo da papa Giovanni Paolo II il 17 novembre 1991.

## Biografia
Nato in Lituania, fu ufficiale del genio dell'esercito russo. Partecipò alla rivolta polacca contro l'impero zarista del 1863: arrestato dai russi nel 1864, fu condannato a morte. La pena fu commutata in dieci anni di lavori forzati in Siberia.
Rilasciato nel 1874, ebbe l'incarico di precettore di August Czartoryski, figlio di un nobile polacco esule a Parigi.
Nel 1877 entrò nell'Ordine dei carmelitani scalzi a Graz, prendendo il nome di Raffaele di San Giuseppe: compiuti gli studi istituzionali di teologia e filosofia in Ungheria, fu ordinato prete il 15 gennaio 1882 a Czerna.
Attese con particolare zelo al ministero della riconciliazione. Fondò numerosi conventi dell'ordine: ultimo, quello di Wadowice, presso il quale si spense.